# Фора ал Пита (Пистоја)
Фора ал Пита је насеље у Италији у округу Пистоја, региону Тоскана.
Према процени из 2011. у насељу је живело 27 становника. Насеље се налази на надморској висини од 276 м.